# 王楠
王楠（1978年10月23日—），遼寧撫順人，中國前女子乒乓球運動員。

## 生涯
王楠於1985年開始接觸乒乓球，7年後成為遼寧隊的成員之一，其後在1995年入選國家隊。
左手橫握球拍的王楠在入選國家隊后的一年奪得瑞典公開賽女子單打冠軍，之後在1995年中國公開賽中战胜邓亚萍再奪一次女單項目的冠軍。於1997年至1998年，王楠取得世界乒乓球第44届锦标賽中的女子團體中的冠軍、女單與女雙的亞軍、混雙季軍。又在世界盃、美國公開賽中的女子單打奪冠，也在中國公開賽中得女子單打亞軍、女雙季軍與黎巴嫩公開賽女雙冠軍；於1998年贏得中國乒乓球明星賽的女單、女雙項目的冠軍，不同地區的公開賽冠軍，又在亞錦賽包揽女團、混雙冠軍與女單亞軍。
亞運會中包揽四項金牌（包括了女單、女團、與王勵勤組合的混雙以及李菊、王楠組合女雙），其後在世界盃中贏得女單冠軍及世界職業巡迴賽女單冠軍，這是王楠逐步确立自己世界乒坛女王地位的两年。
1年後，王楠在世乒賽中奪得女單、女雙；職業巡迴賽的女單、女雙；亞洲十二強女子精英賽的女單冠軍。2000年在悉尼奧運贏得女單以及女雙項目的金牌，又在世界盃中再贏得女單項目的冠軍和乒乓球世界锦标賽的女子團體賽冠軍。
2001年，王楠在職業巡迴賽中的女單項目失去奪冠機會，只能得到亞軍，之後在世乒賽中蟬聯女單、女雙冠軍，並贏得了女團冠軍。1年後在卡塔爾、中國公開賽得女單冠軍，釜山亞運的女團銀牌，女雙、混雙銅牌。
2003年，王楠搭档張怡寧於克羅地亞公開賽贏得女雙冠軍、世乒賽再次衛冕女單、女雙、混雙冠軍、世界盃女單冠軍、國際乒聯巡迴賽女雙亞軍。完成世锦赛女单女双的双料三连冠，并因此获得了国际乒联ittf颁发的吉·盖斯特杯复制奖杯，以表彰王楠女单三连冠的伟业。王楠这届世乒赛中包揽单双混三金，成为中国女子乒坛继林慧卿、曹燕华之后的第三位世乒赛大满贯选手。
2004年，王楠於世乒賽奪得女團項目冠軍、國際乒聯巡迴賽女雙冠軍、新加坡公開賽女單亞軍、希臘公開賽女單冠軍，以及雅典奧運與张怡宁合力奪得女子雙人項目金牌，成功衛冕金牌。
2007年第四十九届世界锦标赛中，王楠连续第五次获得女双冠军，以及获得混双亚军。
2007年女子世界杯单打比赛中，王楠又一次战胜张怡宁夺冠，是王楠第四次在世界杯中女单折桂，也是王楠的第八个单打世界冠军，也由此成为中国获得单打世界冠军次数最多的选手。
2008年北京奧運，王楠在决赛中担任中国队的第一单打，3:1战胜冯天薇，帮助中國女隊于團體決賽上3：0橫掃新加坡隊，奪得首屆奧運乒乓球女子團體比賽的冠軍。其後在女子單打決賽中，以1：4敗給隊友張怡寧，最終獲得銀牌。
王楠职业生涯中共获得24个世界冠军，其中包括4个奥运会冠军和15个世锦赛冠军头衔，是迄今为止成绩最好的中国女选手。
王楠於北京奧運後退役，結束23年乒乓球運動生涯。2008年9月27日与山东威海郭斌举办婚礼，2009年3月23日到中国共产主义青年团中央委员会任职。
王楠于2015年从团中央辞职，开办了“国球舍”这一公益性组织，投身于青少年的体魄教育。